# Université ouverte de Tanzanie
L'université ouverte de Tanzanie (en swahili : Chuo Kikuu Huria cha Tanzania ; en anglais : The Open University of Tanzania ou OUT) est une université publique et ouverte située à Dar es Salam, la plus grande ville de Tanzanie.